# 琴乃
琴乃（1985年2月24日—），原本是一名日本演員，後來成為AV女優。興趣包括散歩和打鼓。

## 來歷
原名「吉野琴絵」。2001年時，在以『全體胸圍皆85cm以上』為賣點的第二屆『小型天使』選拔會中出線，並以藝名「東琴乃」成為該組合成員之一。該單元解散後，轉型成為TV電視界女演員，然最後沒有走紅。其優越的G罩杯上圍最後被SOD（Soft On Demand）相中後，在2007年4月簽約成為AV女優。

## 電視
- 2004.04 『ヴァンパイアホスト』３話 高樹瑠奈役（東京電視台）
- 2004.07『ラストプレゼント』1話（日本電視台）
- 2004.07『人間の証明』1話（富士電視台）
- 2007.01～（放送中）『DIVA』（東京電視台、大阪電視台）

## 外部連結
- SODクリエイト内琴乃特設ページ
- 琴乃　オフィシャルWEBサイト(官方網站)
- 琴乃の音いろ （页面存档备份，存于） - 本人によるブログ